# Cho Aniki (videojuego)
Cho Aniki (超兄貴 Chō Aniki?, trad. "Super hermano mayor") es un videojuego de matamarcianos perteneciente a la serie Cho Aniki. Fue desarrollado por Masaya y publicado por Nippon Computer Systems Corp., originalmente para PC Engine CD, solo en Japón, el 25 de diciembre de 1992. Años después, D4 Enterprise editó el juego en el Project EGG parte de Microsoft Windows, Hudson Soft editó el juego en la Consola Virtual de Wii en Japón, Norteamérica y Europa, siendo la primera vez que un juego de la serie Cho Aniki salía fuera de Japón. Durante el 23 de marzo de 2016, Extreme editó el juego en la Consola Virtual de Wii U solo en Japón.